# Cueva del Moro
La Cueva del Moro (Tarifa, Cadis) pertany al conjunt d'art rupestre denominat art meridional, que es troba al sud d'Andalusia (Espanya) i representa el santuari paleolític més meridional del continent europeu. La cova està situada sobre una llosa de gres que en la seva base conserva les restes d'un antiga sureda. Es tracta d'un abric de grans dimensions que consta de dos pisos superposats i està format per erosió eòlica i per corrosió, característic pels gresos silícics de les serres del Camp de Gibraltar (gresos d'aljub).
La Cueva del Moro es troba en un paisatge d'excepcional bellesa, dins del Parc Natural de l'Estret. Des del seu interior, es pot observar l'estret de Gibraltar i Àfrica.
En el seu interior es troben gravats de cavalls, juntament amb altres signes i pintures rupestres de color vermell. Les figures paleolítiques, descobertes per Lothar Bergmann el 1994, tenen una edat d'uns 20.000 anys (paleolític superior, solutrià). Per les seves característiques excepcionals, crida l'atenció el gravat impressionant d'una egua prenyada. Es tracta de la figura més gran de la cova, ja que té una longitud d'1,08 m i una alçada de 78 cm.
L'art paleolític de la Cueva del Moro, realitzat per tribus de caçadors recol·lectors, destaca sobretot per figures d'animals d'estil naturalista. La característica principal d'aquestes figures és la representació de la silueta en vista lateral. A la cova, hi ha també pintures rupestres que formen diversos conjunts de punts. Un d'aquests està compost per centenars de punts i representa el conjunt més gran de la província de Cadis.
També hi ha una altra cova situada al sud-est d'Andalusia, concretament a la comarca de Guadix (Granada), que s'anomena Cueva del Moro per la seva forma exterior. Part d'aquesta cova s'ha ensorrat, a conseqüència dels temporals esdevinguts a la comarca durant els primers mesos del 2010.

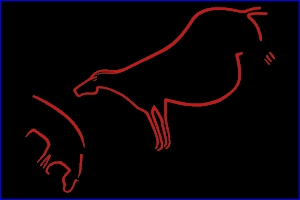
Gravats de cavalls (calc) (Cueva del Moro)